# 卡盧盧希
12°50′S 28°05′E / 12.833°S 28.083°E
卡盧盧希（英語：Kalulushi），是贊比亞的城鎮，位於該國中部，由銅帶省負責管轄，是卡盧盧希縣的首府，處於基特韋以西14公里，海拔高度1,260米，2000年人口75,806。